# ماره ماریانوویچ
ماره ماریانوویچ (انگلیسی: Marijan Marjanović؛ ۱۹۰۴ – ۶ مارس ۱۹۸۳) بازیکن فوتبال اهل یوگسلاوی بود.
وی همچنین در تیم ملی فوتبال یوگسلاوی بازی کرده‌است.